# Tverregg Glacier
Tverregg Glacier är en glaciär i Antarktis. Den ligger i Östantarktis. Norge gör anspråk på området. Tverregg Glacier ligger 2 048 meter över havet.
Terrängen runt Tverregg Glacier är kuperad åt sydost, men åt nordväst är den platt. Trakten är obefolkad. Det finns inga samhällen i närheten.